# Голдстон, Лори
Лори Голдстон (англ. Lori Goldston) — американская виолончелистка и композитор. Помимо широкого спектра музыкальных направлений, в которых работала Голдстон, включая классическую и этническую музыку, рок и свободную импровизацию, она также известна как концертная виолончелистка гранж-группы Nirvana в период с 1993 по 1994 годы (её можно услышать в альбоме MTV Unplugged in New York). Кроме того, Голдстон играла в группах Earth, Black Cat Orchestra и Spectratone International, а также выступала сольно и как сессионный музыкант.

## Карьера

### Детство и первые группы (1970—1991)
Голдстон выросла в районе Ист-Мидоу на Лонг-Айленде, где с детства обучалась игре на виолончели, гитаре, фортепиано и вокалу. Её преподавателями были Аарон Шапински (виолончель), а также Боб Суппаном и Джо Монком (гитара). Будучи студенткой Беннингтонскома колледжа девушка музицировала с Максин Нойман, Милфордом Грейвсом, Артуром Бруксом, Вивиан Файн и Фрэнком Бейкером. Однако так и не доучилась, бросив колледж и позже говорила, что «плюнула на образование».
В 1986 году Голдстон переехала в Сиэтл. В конце восьмидесятых она присоединилась к ансамблю Run/Remain Ensemble, представляющей собой коллаборацию музыкантов — Дейна Хэнсона, Кайла Хэнсона, Грега Лачоу и Меган Мёрфи.
В 1989 году Голдстон стала одним из основателей группы Black Cat Orchestra, наряду с Доном Креви (валторна), Скоттом Гранлундом (саксофон), Джессикой Кенни (вокал), а также другом и коллегой по Run/Remain Кайлом Хэнсоном (аккордеон).

### MTV Unplugged и студийные сессии (1994—2003)
В середине девяностых Голдстон заняла видное место на музыкальной сцене Тихоокеанского Северо-Запада в качестве сессионной виолончелистки, в частности присоединившись к группе Nirvana в турне по США и поучаствовав в съёмках их знаменитого концерта MTV Unplugged in New York. В течение 1990-х и в начале следующего тысячелетия она отметилась в десятках студийных альбомов, как сессионный музыкант. Параллельно продолжая гастролировать и записываться с Black Cat Orchestra — в составе которого сотрудничала с рядом известных исполнителей, в том числе с Дэвидом Бирном (в его альбоме Feelings 1997 года), а также организаторами кинофестиваля One Reel Film Festival (в то время под эгидой Bumbershoot) и радиопередачи «This American Life». В 1996 году группа записала одноимённый дебютный альбом. В 2001 году вышел их второй диск Mysteries Explained, спродюсированным совместно с Irene Records, а затем третий — Long Shadows at Noon (2003).

### Более поздние группы и сотрудничество с Мирой (2003—2015)
В 2003 году Голдстон и Хэнсон организовали в первую коллаборацию с художницей Мирой. Black Cat Orchestra объединились с ней для создания политизированного альбома To All We Stretch the Open Arm. В следующем году группа была распущена, однако вскоре после этого Голдстон и Хэнсон основали Spectratone International, вместе с Кейн Матис (уд), Джейном Холлом (перкуссия) и Дарко Вукманичем (бас). В составе Spectratone International Голдстон вновь объединилась с Мирой для записи альбома Share This Place: Stories and Observations (2007). Для этого проекта Голдстон пригласила аниматора Бритте Джонсон снять ряд короткометражных фильмов символизирующих собой манифест группы против живых выступлений. Премьера фильмов «Share This Place» состоялась на Международном детском фестивале в Сиэтле в 2006 году, впоследствии их показывали по всей стране, в том числе в Центре Кеннеди, Музее изящных искусств, Фестивале Портлендского института современного искусства, Художественной галерее Генри и на кинофестивале What the Heck Fest. Голдстон также выступала в качестве сольного исполнителя в последующих альбомах Миры (a)spera (2009) и Changing Light (2014).
В 2005 году Голдстон сформировал ещё один ансамбль, Instead Of, с Анджелиной Бальдоз (труба, флейта и бас), Джейсоном Скоттом (ударные) и Торбеном Ульрихом (вокал). Группа своими силами выпустила альбом Live on Sonarchy (2007). С 2009 года Голдстон также регулярно гастролировала и записывалась с Earth. Так, она фигурирует в музыкальной дилогии Angels of Darkness, Demons of Light (2011, 2012), однако в 2015 году решила покинуть коллектив, чтобы заняться новыми проектами.

## Сольная карьера
В качестве сольного исполнителя Голдстон выступала по всему миру. Зачастую её сольное творчество эклектично и ломает жанровые стереотипы. Она поучаствовала в работе над альбомом Holiday Album Дины Мартины (где озвучала роль одиннадцатилетней дочери Мартины — Фиби) и сочинила сюиту из сольных произведений для виолончели вдохновившись сборником стихов Мелинды Мюллер Mary’s Dust. Также, Гоолдстон работала в качестве композитора над многочисленными театральными постановками и в качестве соавтора (со Стейси Левин и Кайлом Хэнсоном) кукольной оперы The Wreck of the St. Nikolai (2003) для театра On the Boards и радиоспектакля The Post Office.
На протяжении карьеры Голдстон сотрудничала с такими композиторами, как Эйвинд Канг, Джерек Бишофф, Синтия Хопкинс, Малкольм Голдштейн, Матана Робертс, Терри Райли, Эдди Превост, Стив Мур, Боб Марш, Оливия Блок, Байрон Ау Йонг, Эрин Йоргенсен, Билл Хорист, Треноди Энсамбль, Скотт Филдс, Кристиан Асплунд и Хулио Лопежилер. Помимо этого, она имеет долгосрочный творческие связи с Джессикой Кенни, Робертом Дженкинсом, Полом Хоскином, Эллен Фуллман, Анджелиной Балдоз, Эдом Пиасом, Ванессой Ренвик, Грегом Кэмпбеллом, Стюартом Демпстером, Дэном Сасаки и Клайдом Питерсеном.
Голдстон выступала с импровизированным материалом на совместных концертах таких музыкантов, как Лонни Холли, Вратислав Брабенек, Илан Волков, Эми Денио, Толлем Макдоннас, Мазен Кербай, Мариса Андерсон, Дэн Пик, Балаш Панди, Канако Пукньюпстер, Стюартом Демпстер, Дана Ризон, Мэри Оливер и Яап Блонк.
С 2015 по 2017 год Голдстон выступала в Тель-Авив, Афины и Глазго на фестивале Tectonics Festival, кульминацией стало исполнение Шотландским симфоническим оркестром BBC сочинённого ей произведения.
Голдстон сотрудничала с многими авторитетными художественными организациями, включая компании исполнительского искусства, такие как театр On the Boards, Фестиваль Time-Based Art (TBA) Портлендского института современного искусства, Degenerate Art Ensemble; и художественные институты, такие как Художественный музей Фрая, Сиэтлский музей азиатского искусства, The New Foundation и Художественная галерея Генри.
Голдстон сочиняла партитуры для многочисленных театров, финорганизаций и танцевальных компаний, включая Киносообщество Олимпии, Танцевальную компанию Ребекки Стенн, 33 обморока, Еврейский кинофестиваль в Сиэтле и кино «Регенбоген» в Германии. Многие из этих работ, в том числе для кинофестиваля «Бумбершут», Северо-Западного кинофорума и Международного кинофестиваля в Сиэтле, включали в себя сочинение партитур для ранних немых фильмов. В 2001 году Голдстон сотрудничала с режиссёром Линн Шелтон над фильмом «Our Round Earth» дебютный показ которого состоялся на Северо-Западном фестивале новых работ, а в 2009 году написала звуковую дорожку для полнометражного фильма Шелтон «Горбатый». Помимо этого, она активно сотрудничала с хореографом Питером Кайлом, сочиняя танцевальные пьесы. Также Голдстон внесла вклад в многочисленные киносаундтреки, в том числе в фильм «Торри Пайнс» (2016) и документальные фильмы «Вода — это жизнь» и «Где был дом». В 2013 году Голдстон выпустила сольный альбом с саундтреками под названием Film Scores на лейбле Sub Rosa.
В январе 2017 года Голдстон было поручено сочинить и исполнить сольную партитуру для Недели моды в Париже. Партитура была записана в студии Paris Red Bull и выпущена Эдом Бангером ограниченным тиражом.

## Музыкальный стиль
Голдстон известна своими импровизационными стилем. Её игра на виолончели отличается дезориентирующим акцентом на пиццикато, который, по словам девушки, возник из-за попыток играть на инструменте как на гитаре. На музыкальный стиль Голдстон повлияли западный классические композиторы и народные мотивы. Она ссылается на фольклорные и этнографические записи лейбла Folkways как первые вещи, которые она пыталась сыграть в детстве. Также упоминая, что на дальнейшее её творчество повлияли Арнольд Шенберг, Тору Такемицу, Джон Кейдж, Джордж Крам, Оливье Мессиан и Карл Марию фон Вебер. Хотя Голдстон не исполняла джаз, она много слушала и изучала жанр, особенно Эрика Долфи, Уэса Монтгомери, Джона Колтрейна, Чарльза Мингуса, Телониуса Монка, Альберта Эйлера и Фараона Сандерса. В 2012 году на церемонии награждения музыкальной премией Stranger Genius Awards Голдстон передала оркестру письменные инструкции о том, как ей стоит аккомпанировать, а не ноты, этот приём отсылает к Орнетту Колману. Журналист The Stranger писал: «это не было похоже на земной опыт [...] музыку сложно описать словами — это буря или поток звуков».
В своём творчестве Голдстон заимствует музыкальные стили со всего мира. Она выступала в составе Сиэтлского турецкого музыкального ансамбля и Сиэтлского китайского оркестра, оркестра консерватории Volunteer Park с турецким суфийским певцом Латифом Болатом. Занималась исполнением бразильской музыки с гитаристом Марко де Карвалью, музыки современных японских композиторов, клезмерской музыки с Джеком Фальком, Львом Либерманом, Сандрой Лэйман, Хэнком Брэдли и Кэти Уайтсайдс, а также классического репертуара вместе с Элизабет Фальконер.

## Дискография
| - Mysteries Explained — Black Cat Orchestra (2001) - Long Shadows at Noon — Black Cat Orchestra (2003) - To All We Stretch the Open Arm — Мира и the Black Cat Orchestra (2003) - Share This Place: Stories and Observations — Мира и Spectrone International (2007) - Live on Sonarchy — Instead Of (2007) - Angels of Darkness, Demons of Light I — Earth (2011) - The Lichens in the Trees / Moss on the Ground (сольный альбом) (2012) - Angels of Darkness, Demons of Light II — Earth (2012) - Film Scores (сольный альбом) (2013) - creekside: solo cello (сольный альбом) (2014) - The Seawall совместно с Дэном Сасаки (2017) - Études No. 11 (сольный альбом) (2017) - Things Opening (сольный альбом на Second Editions) (2019) - Feral Angel совместно с Диланом Карлсоном (2021) - Give the People What We Want: The Songs of the Kinks электрогитара на «Art Nice and Gentle» (2001) - This American Life: Stories of Hope & Fear «Seum Ma» совместно с Black Cat Orchestra (2006) - The 1st Seattle Festival of Improvised Music виолончель в четырёх композициях, совместно с Полом Хоскином, Чарли Роуэном, Wall Shoup и другими (2010) - Below the Radar 17 сольная композиция «Tide» в альбоме, опубликованном британским журналом The Wire (2012) - Mind the Gap сольная импровизация в альбоме, выпущенном журналом Gonzo Circus magazine (2013) - Sub Pop 1000 сольная композиция «Tangled North» для альбома лейбла Sub Pop (2013) - Torrey Pines: Official Soundtrack «Beauty and the Beast» with Zach Burba (2016) | - MTV Unplugged in New York, концертный альбом группы Nirvana (1994) - Peace Wave — Дон Гленн (1996) - Skinwalkers — Skinwalkers (1996) - Shugg vs. Cockpit: A Bittersweet Team Up of Bands Vol. 2 — Shugg (1996) - You Can Be Low — Мэвис Пигготт (1996) - No More Medicine — Citizens' Utilities (1996) - Octoroon — Лора Лав (1997) - Feelings — Дэвид Бирн (1997) - Fulcrum — Сью Энн Харке (1997) - Wigwam Bendix — Крэйг Флори/Даг Хэйр (1998) - Release the Butterfly — Кэрри Кларк (1999) - Metal Shed Blues — Old Joe Clarks (1999) - Ride — Джефф Грейнке (1999) - The Dina Martina Holiday Album — Дина Мартина (1999) - The Big Slowdown — Ларри Барретт (2000) - For the Moment — Марко де Карвалью (2003) - Come Across the River — Хизер Даби (2003) - Principal of Uncertainty — Марк Куинт (2004) album - Carbon Glacier — Лора Вирс (2004) - C'mon Miracle — Мира (2004) - Take Fountain — The Wedding Present (2005). Она также появилась на их DVD Search for Paradise (2006). - For Better or Worse — Поль Манусос (2006) - Sailor System — Your Heart Breaks (2007) - Chicken or Beef? — Reptet (2008) - Entanglements — Parenthetical Girls (2008) - Villainaire — The Dead Science (2008) - Trombone Cake, мини-альбом группы Trombone Cake (2008) - Wall to Wall — The Golden Bears (2008) - FLEUVE — Ô Paon (2008) - Long Live the Days — Миа Кэтрин Бойл (MKB) (2009) - (a)spera — Мира (2009) - Live and Loud, DVD группы Nirvana (2013) |  |